# Liste des villages de Niue
Voici la liste exhaustive des villages de Niue. Il y a 13 villages, dont Alofi, la capitale, qui est découpée en deux circonscriptions. 

Carte administrative de Niue

| #         | Village     | Population (2001) | Superficie (km²) | Densité (km²) |
| --------- | ----------- | ----------------- | ---------------- | ------------- |
| Nord/Est  |             |                   |                  |               |
| 1         | Makefu      | 87                | 17.13            | 5.1           |
| 2         | Tuapa       | 129               | 12.54            | 10.3          |
| 3         | Namukulu    | 14                | 1.48             | 9.5           |
| 4         | Hikutavake  | 65                | 10.17            | 6.4           |
| 5         | Toi         | 31                | 4.77             | 6.5           |
| 6         | Mutalau     | 133               | 26.31            | 5.1           |
| 7         | Lakepa      | 88                | 21.58            | 4.1           |
| 8         | Liku        | 73                | 41.64            | 1.8           |
| Sud/Ouest |             |                   |                  |               |
| 9         | Hakupu      | 227               | 48.04            | 4.7           |
| 10        | Vaiea       | 62                | 5.40             | 11.5          |
| 11        | Avatele     | 150               | 13.99            | 8.9           |
| 12        | Tamakautoga | 140               | 11.93            | 11.7          |
| 13        | Alofi Sud   | 358               | 46.48            | 13.2          |
| 14        | Alofi Nord  | 256               | 46.48            | 13.2          |
|           | Niue        | 1 788             | 261.46           | 6.8           |